# أعماق كاليبسو

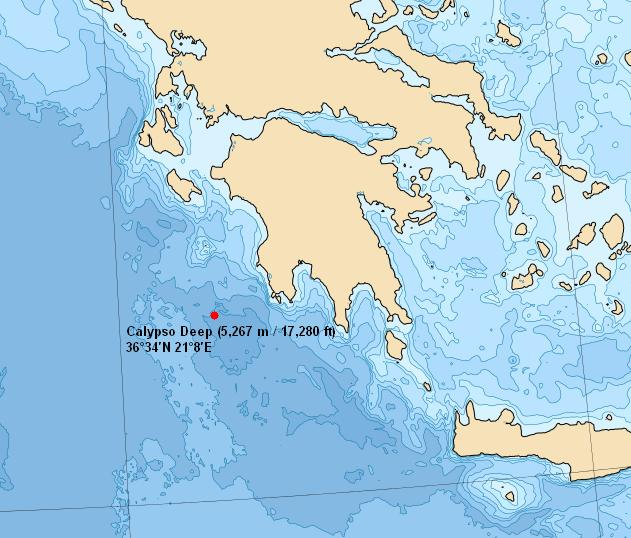
موقع أعماق كاليبسو.

أعماق كاليبسو أو كاليبسو العميق (بالإنجليزية: Calypso Deep) هي نقطة عميقة توجد في البحر الأيوني قبالة سواحل اليونان، وهي أعمق نقطة في البحر الأبيض المتوسط يبلغ عمقها 5,267. متر تقع على بعد حوالي 60 كم من جنوب غرب مدينة بيلوس اليونانية.
الاسم مشتق من حورية البحر كاليبسو الموجودة في الأساطير اليونانية.
في هذة النقطة تنزلق الصفيحة الأفريقية تحت صفيحة بحر إيجة هذا الانزلاق هو السبب وراء العمق السحيق للبحر المتوسط في هذه المنطقة.